# Cohors II Hispanorum (Dacia Porolissensis)
Dieser Artikel behandelt die in den römischen Provinzen Illyricum, Pannonia, Moesia superior, Dacia und Dacia Porolissensis stationierte Auxiliareinheit Cohors II Hispanorum. Zu den sonstigen Kohorten mit dieser Bezeichnung siehe Cohors II Hispanorum.
Die Cohors II Hispanorum [scutata] [Cyrenaica] [equitata] [Antoniniana] [Gordiana] (deutsch 2. Kohorte der Hispanier [scutata] [Cyrenaica] [teilberitten] [die Antoninianische] [die Gordianische]) war eine römische Auxiliareinheit. Sie ist durch Militärdiplome und Inschriften belegt.

## Namensbestandteile
- Cohors: Die Kohorte war eine Infanterieeinheit der Auxiliartruppen in der römischen Armee.

- II: Die römische Zahl steht für die Ordnungszahl die zweite (lateinisch secunda). Daher wird der Name dieser Militäreinheit als Cohors secunda .. ausgesprochen.

- Hispanorum: der Hispanier. Die Soldaten der Kohorte wurden bei Aufstellung der Einheit auf dem Gebiet der römischen Provinz Hispania Tarraconensis rekrutiert.

- scutata: mit dem Recht, das Scutum zu tragen.[A 1] Der Zusatz kommt in den Militärdiplomen von 151 bis 154 vor.

- Cyrenaica: aus der Provinz Cyrenaica. Der Zusatz kommt in den Diplomen von 151 bis 154 vor.

- equitata: teilberitten. Die Einheit war ein gemischter Verband aus Infanterie und Kavallerie. Der Zusatz kommt zwar nirgends vor, aber zwei Diplome wurden für Reiter der Einheit ausgestellt.[1][A 2]

- Antoniniana: die Antoninianische. Eine Ehrenbezeichnung, die sich auf Caracalla (211–217) oder auf Elagabal (218–222) bezieht. Der Zusatz kommt in einer Inschrift[2] vor.

- Gordiana: die Gordianische. Eine Ehrenbezeichnung, die sich auf Gordian III. (238–244) bezieht. Der Zusatz kommt in einer Inschrift[3] vor.

Da es keine Hinweise auf den Namenszusatz milliaria (1000 Mann) gibt, war die Einheit eine Cohors quingenaria equitata. Die Sollstärke der Kohorte lag bei 600 Mann (480 Mann Infanterie und 120 Reiter), bestehend aus 6 Centurien Infanterie mit jeweils 80 Mann sowie 4 Turmae Kavallerie mit jeweils 30 Reitern.

## Geschichte
Die Kohorte war in den Provinzen Illyricum, Pannonia, Moesia superior, Dacia und Dacia Porolissensis (in dieser Reihenfolge) stationiert. Sie ist auf Militärdiplomen für die Jahre 51/70 bis 164 n. Chr. aufgeführt.
Die Einheit war wahrscheinlich seit der Regierungszeit von Tiberius (14–37) in der Provinz Illyricum stationiert; vermutlich kam sie aber schon vorher, möglicherweise im Zusammenhang mit dem Pannonischen Aufstand nach Illyricum. Der erste Nachweis in der Provinz beruht auf einem Diplom, das auf 60 datiert ist. In dem Diplom wird die Kohorte als Teil der Truppen aufgeführt, die in der Provinz stationiert waren.
Der erste Nachweis der Einheit in der Provinz Pannonia beruht auf einem Diplom, das auf 80 datiert ist. In dem Diplom wird die Kohorte als Teil der Truppen (siehe Römische Streitkräfte in Pannonia) aufgeführt, die in der Provinz stationiert waren. Weitere Diplome, die auf 84 bis 85 datiert sind, belegen die Einheit in derselben Provinz.
Zu einem unbestimmten Zeitpunkt wurde die Kohorte nach Moesia superior verlegt. Der einzige Nachweis der Einheit in der Provinz beruht auf Diplomen, die auf 100 datiert sind. In den Diplomen wird die Kohorte als Teil der Truppen (siehe Römische Streitkräfte in Moesia superior) aufgeführt, die in der Provinz stationiert waren.
Die Kohorte nahm an den Dakerkriegen Trajans teil. Der erste Nachweis der Einheit in Dacia beruht auf einem Diplom, das auf 109 datiert ist. In dem Diplom wird die Kohorte als Teil der Truppen (siehe Römische Streitkräfte in Dacia) aufgeführt, die in der Provinz stationiert waren. Weitere Diplome, die auf 113/114 bis 164 datiert sind, belegen die Einheit in derselben Provinz (bzw. ab 131 in Dacia Porolissensis).
Möglicherweise nahm die Kohorte am Partherkrieg Trajans teil. Für einen gewissen Zeitraum wurde die Einheit in die Provinz Creta et Cyrene verlegt, wodurch sie den späteren Beinamen Cyrenaica erwarb. Vermutlich geschah dies am Ende der Regierungszeit von Trajan, wahrscheinlich infolge des Diasporaaufstands um 115/117; die Zuordnung von in der Provinz gefundenen Inschriften zur Kohorte ist aber nicht sicher.
Der letzte Nachweis der Einheit beruht auf einer Inschrift, die auf 238/244 datiert ist.

## Standorte
Standorte der Kohorte waren möglicherweise:
- Bologa: drei Inschriften[10] und zahlreiche Ziegel[11] mit verschiedenen Stempeln der Einheit wurden hier gefunden.[7]

- Resculum (Poieni): eine Inschrift[12] und mehrere Ziegel[13] mit verschiedenen Stempeln der Einheit wurden hier gefunden.[1]

Auf dem Gebiet der früheren Provinz Dacia wurden Inschriften und Ziegel mit verschiedenen Stempeln der Einheit an den folgenden Orten gefunden: eine Inschrift in Ampelum und eine weitere in Vršac, Ziegel in Banatska Palanka, Drobeta Turnu Severin, Micia (Vețel) und Sighișoara.

## Angehörige der Kohorte
Folgende Angehörige der Kohorte sind bekannt:

### Kommandeure
| - Gaius Caesius Aper: er wird auf dem Diplom von 61 als Kommandeur genannt. - Gaius Cavarius Priscus: er wird auf dem Diplom von 51/70 als Kommandeur genannt. - M(arcus) Statius []: er wird auf dem Diplom von 99 als Kommandeur genannt. | - Publius Aelius Marinus, ein Präfekt - Tiberius Claudius Tricorusius, ein Präfekt |

### Sonstige
| - Aeli[us(?)], ein Soldat (CIL 3, 1316) - Ael(ius) Tato, ein Decurio (CIL 3, 843) - Anic(ius) V[]ian(us), ein Decurio (AE 1983, 941) - Bonionus, ein Fußsoldat: das Diplom von 99 wurde für ihn ausgestellt. - C(aius) Sempronius Longus, ein Duplicarius (AE 1983, 940) | - Dasens, ein Reiter: das Diplom von 51/70 wurde für ihn ausgestellt. - Iantumarus, ein Reiter: das Diplom von 61 wurde für ihn ausgestellt. - M(arcus) Aemiliu[s] Macer, ein Mensor (AE 1983, 941) - T(itus) Pompeius Ligyrus, ein Reiter (AE 1983, 942) |